# 北港緑地
北港緑地（ほっこうりょくち）は、大阪府大阪市此花区にある町名。舞洲の西側に位置する。現行行政地名は北港緑地一丁目および北港緑地二丁目。町域のほとんどを公園（舞洲スポーツアイランド）が占め、ほかは流通倉庫が立地しているため、2019年（平成31年）3月31日現在の人口は0人である。

## 地理
此花区西部に位置する大阪港（北港）内の人工島・舞洲の西側約2/3を占める町丁で、東に北港白津と接している。北港緑地との境界は、北の常吉大橋から南の夢舞大橋へ舞洲を南北に貫通する道路である。
常吉大橋は常吉二丁目と、夢舞大橋は夢洲の夢洲東一丁目とを道路で結ぶ。
南部が一丁目、北部が二丁目である。

## 事業所
2016年（平成28年）現在の経済センサス調査による事業所数と従業員数は以下の通りである。
| 丁目           | 事業所数 | 従業員数 |
| -------------- | -------- | -------- |
| 北港緑地一丁目 | 4事業所  | 15人     |
| 北港緑地二丁目 | 25事業所 | 755人    |
| 計             | 29事業所 | 770人    |

## 施設
- 舞洲スポーツアイランド
  - 舞洲ベースボールスタジアム（大阪シティ信用金庫スタジアム）
  - おおきにアリーナ舞洲
  - 新夕陽ヶ丘
  - 舞洲陶芸館
  - 舞洲緑地
  - 空の広場（舞洲軽飛行場跡地）
  - 大阪まいしまシーサイドパーク
- セレッソスポーツパーク舞洲
- GLP 舞洲 I
- GLP 舞洲 II
- 舞洲ヘリポート
- 舞洲万博P&R駐車場 - 2025年日本国際博覧会（大阪・関西万博）来場者向け駐車場。万博会場までシャトルバスで結ばれている[7]。

## その他

### 日本郵便
- 〒554-0042[3]（集配局：此花郵便局[8]）